# گوموش‌خانه (آردانوچ)
گوموش‌خانه (به ترکی استانبولی: Gümüşhane) یک منطقهٔ مسکونی در ترکیه است که در آردانوچ واقع شده‌است. گوموش‌خانه ۸۹ نفر جمعیت دارد.